# José Antonio Abásolo Álvarez
José Antonio Abásolo Álvarez (* 23. listopadu 1947 Pancorbo, Burgos) je španělský archeolog a profesor archeologie na Universidad de Valladolid. Byl průkopníkem ve vývoji archeologické mapy provincie Burgos v období 1977 až 1978. Spolupracoval na vykopávkách římské vily La Olmeda v oblasti Pedrosa de la Vega. Je členem Institución Tello Téllez de Meneses.

## Dílo
- Los recipientes de vidrio de las necrópolis de La Olmeda (Palencia), 2004, spoluautoři Cortes Álvarez de Miranda, Javier a Marcos Herrán, Francisco Javier
- La necrópolis Norte de La Olmeda (Pedrosa de la Vega, (Palencia), 1997, spoluautoři Cortes Álvarez de Miranda, Javier a Pérez Rodríguez-Aragón
- Excavaciones en Sasamón (Burgos), 1993, spoluautor García Rozas, Rosario
- Excavaciones arqueológicas en el yacimiento de La Morterona (Saldaña, Palencia), 1984, Cortes Álvarez de Miranda, Javier, Pérez Rodríguez-Aragón, Fernando y Vighi, Almudena
- Las vías romanas de Clunia, 1978
- Carta arqueológica de la provincia de Burgos: partidos judiciales de Castrojeriz y Villadiego, 1978